# Rally del Messico 2013
Il Rally del Messico, che si è corso dal 7 al 10 marzo, è stato il terzo della stagione 2013 e ha registrato la vittoria di Sébastien Ogier alla guida della Volkswagen Polo R WRC.

## Elenco Iscritti
| Principali iscritti | Principali iscritti         | Principali iscritti | Principali iscritti | Principali iscritti  | Principali iscritti           | Principali iscritti |
| N°                  | Team                        | Classe              | Pilota              | Co-pilota            | Auto                          | Pneumatici          |
| ------------------- | --------------------------- | ------------------- | ------------------- | -------------------- | ----------------------------- | ------------------- |
| 2                   | Citroën Total Abu Dhabi WRT | WRC                 | Mikko Hirvonen      | Jarmo Lehtinen       | Citroën DS3 WRC               | M                   |
| 3                   | Citroën Total Abu Dhabi WRT | WRC                 | Dani Sordo          | Carlos del Barrio    | Citroën DS3 WRC               | M                   |
| 4                   | Qatar M-Sport WRT           | WRC                 | Mads Østberg        | Jonas Andersson      | Ford Fiesta RS WRC            | M                   |
| 5                   | Qatar M-Sport WRT           | WRC                 | Evgeny Novikov      | Ilka Minor           | Ford Fiesta RS WRC            | M                   |
| 6                   | Qatar World Rally Team      | WRC                 | Nasser Al-Attiyah   | Giovanni Bernacchini | Ford Fiesta RS WRC            | M                   |
| 7                   | Volkswagen Motorsport       | WRC                 | Jari-Matti Latvala  | Miikka Anttila       | Volkswagen Polo R WRC         | M                   |
| 8                   | Volkswagen Motorsport       | WRC                 | Sébastien Ogier     | Julien Ingrassia     | Volkswagen Polo R WRC         | M                   |
| 10                  | Abu Dhabi Citroën Total WRT | WRC                 | Chris Atkinson      | Stéphane Prévot      | Citroën DS3 WRC               | M                   |
| 11                  | Qatar World Rally Team      | WRC                 | Thierry Neuville    | Nicolas Gilsoul      | Ford Fiesta RS WRC            | M                   |
| 12                  | Lotos Team WRC              | WRC                 | Michał Kościuszko   | Maciej Szczepaniak   | Mini John Cooper Works WRC    | D                   |
| 14                  | Benito Guerra, Jr.          | WRC                 | Benito Guerra, Jr.  | Borja Rozada         | Citroën DS3 WRC               | M                   |
| 21                  | Jipocar Czech National Team | WRC                 | Martin Prokop       | Michal Ernst         | Ford Fiesta RS WRC            | D                   |
| 33                  | Stohl Racing                | WRC-2               | Armin Kremer        | Klaus Wicha          | Subaru Impreza WRX STi        | M                   |
| 34                  | Symtech Racing              | WRC-2               | Yuriy Protasov      | Kuldar Sikk          | Subaru Impreza STi R4         | M                   |
| 37                  | Lorenzo Bertelli            | WRC-2               | Lorenzo Bertelli    | Lorenzo Granai       | Subaru Impreza WRX STi        | M                   |
| 38                  | Moto Club Igualda           | WRC-2               | Ricardo Triviño     | Àlex Haro            | Mitsubishi Lancer Evolution X | M                   |
| 41                  | Nicolás Fuchs               | WRC-2               | Nicolás Fuchs       | Fernando Mussano     | Mitsubishi Lancer Evolution X | D                   |
| 43                  | Hoonigan Racing Division    | WRC                 | Ken Block           | Alex Gelsomino       | Ford Fiesta RS WRC            | M                   |
| 48                  | Seashore Qatar Rally Team   | WRC-2               | Abdulaziz Al-Kuwari | Killian Duffy        | Ford Fiesta RRC               | M                   |

| Icona | Classe                                                                 |
| ----- | ---------------------------------------------------------------------- |
| WRC   | Equipaggio che può conquistare punti per il campionato costruttori WRC |
| WRC   | Equipaggio che non può conquistare punti per il campionato costruttori |
| WRC-2 | Equipaggio registrato al campionato WRC-2                              |

## Risultati

### Classifica
| Pos.                | N°                  | Pilota              | Co-pilota            | Team                        | Auto                           | Classe              | Tempo               | Distacco            | Punti               |
| Classifica Generale | Classifica Generale | Classifica Generale | Classifica Generale  | Classifica Generale         | Classifica Generale            | Classifica Generale | Classifica Generale | Classifica Generale | Classifica Generale |
| ------------------- | ------------------- | ------------------- | -------------------- | --------------------------- | ------------------------------ | ------------------- | ------------------- | ------------------- | ------------------- |
| 1                   | 8                   | Sébastien Ogier     | Julien Ingrassia     | Volkswagen Motorsport       | Volkswagen Polo R WRC          | WRC                 | 4:30:31.2           | 0.0                 | 28                  |
| 2                   | 2                   | Mikko Hirvonen      | Jarmo Lehtinen       | Citroën Total Abu Dhabi WRT | Citroën DS3 WRC                | WRC                 | 4:33:58.0           | +3:26.8             | 18                  |
| 3                   | 11                  | Thierry Neuville    | Nicolas Gilsoul      | Qatar World Rally Team      | Ford Fiesta RS WRC             | WRC                 | 4:34:50.8           | +4:19.6             | 15                  |
| 4                   | 3                   | Dani Sordo          | Carlos del Barrio    | Citroën Total Abu Dhabi WRT | Citroën DS3 WRC                | WRC                 | 4:36:33.7           | +6:02.5             | 12                  |
| 5                   | 6                   | Nasser Al-Attiyah   | Giovanni Bernacchini | Qatar World Rally Team      | Ford Fiesta RS WRC             | WRC                 | 4:39:01.6           | +8:30.4             | 10                  |
| 6                   | 10                  | Chris Atkinson      | Stéphane Prévot      | Abu Dhabi Citroën Total WRT | Citroën DS3 WRC                | WRC                 | 4:41:55.0           | +11:23.8            | 8                   |
| 7                   | 43                  | Ken Block           | Alex Gelsomino       | Hoonigan Racing Division    | Ford Fiesta RS WRC             | WRC                 | 4:42:15.3           | +11:44.1            | 6                   |
| 8                   | 14                  | Benito Guerra, Jr.  | Borja Rozada         | Benito Guerra, Jr.          | Citroën DS3 WRC                | WRC                 | 4:43:12.3           | +12:41.1            | 4                   |
| 9                   | 21                  | Martin Prokop       | Michal Ernst         | Jipocar Czech National Team | Ford Fiesta RS WRC             | WRC                 | 4:44:56.0           | +14:24.8            | 2                   |
| 10                  | 5                   | Evgeny Novikov      | Ilka Minor           | Qatar M-Sport WRT           | Ford Fiesta RS WRC             | WRC                 | 4:47:42.3           | +17:11.1            | 1                   |
| 11                  | 4                   | Mads Østberg        | Jonas Andersson      | Qatar M-Sport WRT           | Ford Fiesta RS WRC             | WRC                 | 4:57:07.4           | +26:36.2            | 2                   |
| 16                  | 7                   | Jari-Matti Latvala  | Miikka Anttila       | Volkswagen Motorsport       | Volkswagen Polo R WRC          | WRC                 | 5:25:20.3           | +54:49.1            | 1                   |
| Classifica WRC-2    |                     |                     |                      |                             |                                |                     |                     |                     |                     |
| 1 (12.)             | 48                  | Abdulaziz Al-Kuwari | Killian Duffy        | Seashore Qatar Rally Team   | Ford Fiesta RRC                | WRC-2               | 5:01:10.3           | 0.0                 | 25                  |
| 2 (13.)             | 41                  | Nicolás Fuchs       | Fernando Mussano     | Nicolás Fuchs               | Mitsubishi Lancer Evolution IX | WRC-2               | 5:10:25.7           | +9:15.4             | 18                  |
| 3 (14.)             | 38                  | Ricardo Triviño     | Àlex Haro            | Moto Club Igualda           | Mitsubishi Lancer Evolution X  | WRC-2               | 5:18:44.5           | +17:34.2            | 15                  |
| 4 (17.)             | 33                  | Armin Kremer        | Klaus Wicha          | Stohl Racing                | Subaru Impreza WRX STi         | WRC-2               | 5:49:13.1           | +48:02.8            | 12                  |
| 5 (18.)             | 34                  | Yuriy Protasov      | Kuldar Sikk          | Symtech Racing              | Subaru Impreza STi R4          | WRC-2               | 5:57:12.3           | +56:02.0            | 10                  |

### Prove Speciali
| Giorno                 | Prova | Nome prova                      | Lunghezza | Vincitore                        | N° | Team                        | Tempo   | Velocità Media | Leader del rally                 |
| ---------------------- | ----- | ------------------------------- | --------- | -------------------------------- | -- | --------------------------- | ------- | -------------- | -------------------------------- |
| Frazione 1 1 (7–8 Mar) | SS1   | Monster Street Stage Guanajuato | 1.05 km   | Thierry Neuville Nicolas Gilsoul | 11 | Qatar World Rally Team      | 0:53.7  | 70.39 km/h     | Thierry Neuville Nicolas Gilsoul |
| Frazione 1 1 (7–8 Mar) | SS2   | Parque Bicentenario             | 2.60 km   | Sébastien Ogier Julien Ingrassia | 8  | Volkswagen Motorsport       | 2:25.3  | 64.42 km/h     | Sébastien Ogier Julien Ingrassia |
| Frazione 1 1 (7–8 Mar) | SS3   | El Cubilete 1                   | 21.91 km  | Sébastien Ogier Julien Ingrassia | 8  | Volkswagen Motorsport       | 12:50.7 | 102.34 km/h    | Sébastien Ogier Julien Ingrassia |
| Frazione 1 1 (7–8 Mar) | SS4   | Las Minas 1                     | 15.31 km  | Mads Østberg Jonas Andersson     | 4  | Qatar M-Sport WRT           | 11:18.4 | 81.24 km/h     | Mads Østberg Jonas Andersson     |
| Frazione 1 1 (7–8 Mar) | SS5   | Los Mexicanos 1                 | 9.76 km   | Mads Østberg Jonas Andersson     | 4  | Qatar M-Sport WRT           | 7:44.0  | 75.72 km/h     | Mads Østberg Jonas Andersson     |
| Frazione 1 1 (7–8 Mar) | SS6   | El Chocolate 1                  | 30.57 km  | Sébastien Ogier Julien Ingrassia | 8  | Volkswagen Motorsport       | 23:28.8 | 78.11 km/h     | Sébastien Ogier Julien Ingrassia |
| Frazione 1 1 (7–8 Mar) | SS7   | Street Stage León 1             | 1.23 km   | Sébastien Ogier Julien Ingrassia | 8  | Volkswagen Motorsport       | 1:15.6  | 58.57 km/h     | Sébastien Ogier Julien Ingrassia |
| Frazione 1 1 (7–8 Mar) | SS8   | El Cubilete 2                   | 21.91 km  | Sébastien Ogier Julien Ingrassia | 8  | Volkswagen Motorsport       | 12:43.9 | 103.25 km/h    | Sébastien Ogier Julien Ingrassia |
| Frazione 1 1 (7–8 Mar) | SS9   | Las Minas 2                     | 15.31 km  | Mads Østberg Jonas Andersson     | 4  | Qatar M-Sport WRT           | 11:07.5 | 82.57 km/h     | Sébastien Ogier Julien Ingrassia |
| Frazione 1 1 (7–8 Mar) | SS10  | Los Mexicanos 2                 | 9.76 km   | Mads Østberg Jonas Andersson     | 4  | Qatar M-Sport WRT           | 7:37.6  | 76.78 km/h     | Sébastien Ogier Julien Ingrassia |
| Frazione 1 1 (7–8 Mar) | SS11  | El Chocolate 2                  | 30.57 km  | Sébastien Ogier Julien Ingrassia | 8  | Volkswagen Motorsport       | 22:54.6 | 80.06 km/h     | Sébastien Ogier Julien Ingrassia |
| Frazione 1 1 (7–8 Mar) | SS12  | Super Special 1                 | 2.21 km   | Sébastien Ogier Julien Ingrassia | 8  | Volkswagen Motorsport       | 1:37.7  | 81.43 km/h     | Sébastien Ogier Julien Ingrassia |
| Frazione 1 1 (7–8 Mar) | SS13  | Super Special 2                 | 2.21 km   | Sébastien Ogier Julien Ingrassia | 8  | Volkswagen Motorsport       | 1:35.5  | 83.30 km/h     | Sébastien Ogier Julien Ingrassia |
| Frazione 2 (9 Mar)     | SS14  | Ibarrilla 1                     | 30.04 km  | Sébastien Ogier Julien Ingrassia | 8  | Volkswagen Motorsport       | 17:49.8 | 101.09 km/h    | Sébastien Ogier Julien Ingrassia |
| Frazione 2 (9 Mar)     | SS15  | Otates 1                        | 42.17 km  | Sébastien Ogier Julien Ingrassia | 8  | Volkswagen Motorsport       | 30:21.4 | 83.35 km/h     | Sébastien Ogier Julien Ingrassia |
| Frazione 2 (9 Mar)     | SS16  | Street Stage León 2             | 1.23 km   | Mikko Hirvonen Jarmo Lehtinen    | 2  | Citroën Total Abu Dhabi WRT | 1:15.8  | 58.42 km/h     | Sébastien Ogier Julien Ingrassia |
| Frazione 2 (9 Mar)     | SS17  | Ibarrilla 2                     | 30.04 km  | Sébastien Ogier Julien Ingrassia | 8  | Volkswagen Motorsport       | 17:40.3 | 101.99 km/h    | Sébastien Ogier Julien Ingrassia |
| Frazione 2 (9 Mar)     | SS18  | Otates 2                        | 42.17 km  | Sébastien Ogier Julien Ingrassia | 8  | Volkswagen Motorsport       | 29:55.4 | 84.56 km/h     | Sébastien Ogier Julien Ingrassia |
| Frazione 2 (9 Mar)     | SS19  | Super Special 3                 | 2.21 km   | Sébastien Ogier Julien Ingrassia | 8  | Volkswagen Motorsport       | 1:37.4  | 81.68 km/h     | Sébastien Ogier Julien Ingrassia |
| Frazione 2 (9 Mar)     | SS20  | Super Special 4                 | 2.21 km   | Sébastien Ogier Julien Ingrassia | 8  | Volkswagen Motorsport       | 1:35.0  | 83.75 km/h     | Sébastien Ogier Julien Ingrassia |
| Frazione 3 (10 Mar)    | SS21  | Guanajuatito                    | 54.85 km  | Mikko Hirvonen Jarmo Lehtinen    | 2  | Citroën Total Abu Dhabi WRT | 35:58.4 | 91.48 km/h     | Sébastien Ogier Julien Ingrassia |
| Frazione 3 (10 Mar)    | SS22  | Derramadero (Power stage)       | 21.14 km  | Sébastien Ogier Julien Ingrassia | 8  | Volkswagen Motorsport       | 13:00.5 | 97.51 km/h     | Sébastien Ogier Julien Ingrassia |
| Frazione 3 (10 Mar)    | SS23  | Super Special 5                 | 4.42 km   | Dani Sordo Carlos del Barrio     | 3  | Citroën Total Abu Dhabi WRT | 3:10.0  | 83.75 km/h     | Sébastien Ogier Julien Ingrassia |

### Elenco Ritiri
| Prova | N° | Pilota            | Copilota           | Team             | Auto                       | Classe | Causa                |
| ----- | -- | ----------------- | ------------------ | ---------------- | -------------------------- | ------ | -------------------- |
| SS13  | 37 | Lorenzo Bertelli  | Lorenzo Granai     | Lorenzo Bertelli | Subaru Impreza WRX STi     | WRC-2  | Serbatoio carburante |
| SS21  | 12 | Michał Kościuszko | Maciej Szczepaniak | Lotos Team WRC   | Mini John Cooper Works WRC | WRC    | Motore               |